# Michael Nazir-Ali

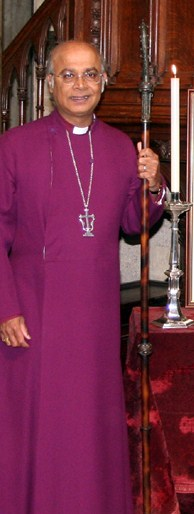
Michael Nazir-Ali als anglikanischer Bischof (2009)

Michael James Nazir-Ali (* 19. August 1949 in Karatschi) ist ein britisch-pakistanischer römisch-katholischer Geistlicher. Er war von 1994 bis 2009 anglikanischer Bischof von Rochester.

## Leben
Nazir-Ali wurde in Pakistan in eine große, weitverzweigte ursprünglich muslimische Familie schiitischen Glaubens hineingeboren. Sein Vater konvertierte zum Katholizismus. Nazir-Ali besuchte eine katholische Schule und wurde in der Familie katholisch erzogen. Im Alter von 20 Jahren konvertierte Nazir-Ali zum Anglikanismus. Als Christ und Bischof war Nazir-Ali unter dem Militärregime von General Zia ul Haq mehrfach Verfolgungen ausgesetzt. 1986 verließ Nazir-Ali Pakistan und fand politisches und humanitäres Asyl in Großbritannien.
Nazir-Ali ist mit der Britin Valerie Cree verheiratet. Er ist Vater zweier Söhne.

## Studium und kirchliche Laufbahn
Nazir-Ali studierte an der Universität Karatschi die Fächer Wirtschaftswissenschaften, Soziologie und Islamwissenschaft. 1970 machte er dort einen Bachelor of Arts. Im Rahmen eines Postgraduiertenstudiums studierte er Theologie am St Edmund Hall-College der University of Oxford. In Oxford legte er 1974 einen Bachelor of Letters (BLitt) und 1981 einen Master of Letters (MLitt) ab. Er studierte als Postgraduierter außerdem am Fitzwilliam College der University of Cambridge und machte dort 1977 ebenfalls einen Master of Letters (MLitt). Am Australian College of Theology erwarb er 1985 den Doktortitel im Fach Theologie.
Zur Vorbereitung auf das Priesteramt studierte Nazir-Ali ab 1970 am Ridley Hall College in Cambridge. Er wurde 1974 zum Diakon und 1976 zum Priester geweiht. Von 1974 bis 1976 war er als Hilfsvikar am Holy Sepulchre in Cambridge tätig. Von 1976 bis 1981 war er als Tutor (Senior Tutor) am Karachi Theological College tätig. Von 1979 bis 1981 war er leitender Pfarrer (Priest-in-Charge) an der St. Andrews Church in der Akhtar-Kolonie in Karatschi. Von 1981 bis 1984 war er Propst in Lahore. Von 1984 bis 1986 war er Bischof von Raiwind. Von 1986 bis 1989 war Nazir-Ali persönlicher Assistent von Robert Runcie, dem damaligen Erzbischof von Canterbury, und von 1989 bis 1994 Generalsekretär der Church Mission Society. Gleichzeitig war er auch Assistenzbischof in Southwark. Von 1992 bis 1994 war er Domgeistlicher und Theologe (Canon Theologian) an der Kathedrale von Leicester.
1994 wurde Nazir-Ali zum Bischof von Rochester ernannt.
Im März 2009 gab Nazir-Ali seinen Rücktritt als Bischof von Rochester bekannt. Nazir-Ali erklärte, er werde sich in Zukunft besonders der kirchlichen Arbeit in Gesellschaften und Ländern widmen, in denen Christen wegen ihres Glaubens verfolgt werden. Weitere Details wurden nicht bekanntgegeben. Der offizielle Abschiedsgottesdienst fand am 12. September 2009 in der Kathedrale von Rochester statt. Sein Nachfolger ist seit 2010 James Langstaff.
2021 konvertierte Nazir-Ali zur römisch-katholischen Kirche. Er wurde am Festtag des Heiligen Michael (29. September) durch Keith Newton in das Personalordinariat Unserer Lieben Frau von Walsingham aufgenommen. Am 28. Oktober 2021 spendete ihm der emeritierte Erzbischof von Southwark, Kevin McDonald, die Diakonenweihe.  Die Priesterweihe empfing er zwei Tage später durch den Erzbischof von Westminster, Vincent Kardinal Nichols.

## Mitgliedschaften und Ehrungen
Er hatte während seiner Kirchenlaufbahn außerdem zahlreiche weitere Ämter in kirchlichen Organisationen, caritativen Einrichtungen und sonstigen Gremien inne.
Von 1988 bis 1998 war Nazir-Ali Sekretär der Erzbischöflichen Eames-Kommission (Archbishop’s Commission on Communion and Women in the Episcopate). Von 1990 bis 1994 war als Vertreter des Erzbischofs von Canterbury Ratsmitglied im Council of Churches for Britain and Ireland. Von 1991 bis 2005 war er Mitglied der Anglican Roman Catholic International Commission. Von 1991 bis 2001 war er auch Mitglied des Board of Mission der Church of England. Von 1992 bis 2001 war er Vorsitzender der Mission Theological Advisory Group (MTAG) der Church of England. Von 2000 bis 2005 gehörte er der International Anglican Roman Catholic Commission for Unity and Mission an. Seit 2001 gehört er dem Erzbischöflichen Rat (Archbishop’s Council) an. Von 2001 bis 2005 war er Mitglied des Standing Committee des House of Bishops. Seit 2004 ist er Mitglied der Theological Group im House of Bishops. 2009 gehörte er dem Verwaltungsrat des Trinity College der University of Bristol an.
Von 1988 bis 1997 war er als Direktor von Christian Aid tätig. Von 1987 bis 1989 war er Treuhänder und Vermögensverwalter von Traidcraft. Von 1998 bis 2003 war er Mitglied von HFEA; dort war er Vorsitzender des Ethics and Law Committee. Er ist Mitglied im Verwaltungsbeirat der Wohltätigkeitsorganisation Concordis International und ebenfalls Mitglied des Verwaltungsbeirats des Centre for Social Cohesion (CSC) des Institute for the Study of Civil Society (CIVITAS).
Nazir-Ali hatte eine Gastprofessur für Theologie und Religionswissenschaft an der University of Greenwich, außerdem weitere Lehraufträge an verschiedenen Colleges und Universitäten in Großbritannien, den Vereinigten Staaten, Kanada und Neuseeland.
Er erhielt diverse Auszeichnungen und Ehrentitel. Die University of Bath zeichnete ihn mit der Ehrendoktorwürde als Doctor of Letters (Hon DLitt) aus, die University of Greenwich verlieh ihm den Ehrendoktortitel in Theologie, den Doctor of Divinity (Hon DD). Er ist Honorable Fellow der University of Kent und des St Edmund Hall College der Universität Oxford. 2005 erhielt er vom Erzbischof von Canterbury ein Lambeth Degree als Doctor of Divinity (Lambeth DD).

## Mitgliedschaft im House of Lords
Nazir-Ali gehörte vom 30. April 1999 bis September 2009 als Geistlicher Lord dem House of Lords an. Seine Antrittsrede hielt er am 15. Oktober 1999. Zu seinen politischen Interessengebieten zählt Nazir-Ali den Sufismus, Geschichte und Politik Südasiens und des Mittleren Ostens, Embryonenforschung und Ethik, Christlicher Glaube im öffentlichen Leben und Sprachen. Als Länder und Gebiete von besonderem Interesse gab Nazir-Ali Pakistan, Iran, Israel, die Palästinensischen Autonomiegebiete, Nigeria, Ägypten und die Golfregion an. Sein Nachfolger ist Anthony Priddis.

## Wirken in der Öffentlichkeit
In kirchenrechtlichen Fragen vertrat Nazir-Ali einen konservativen Standpunkt. Er wurde der Gruppe der Traditionalisten in der Church of England zugerechnet. Nazir-Ali war einer der bekanntesten Gegner der Rechte von Homosexuellen und der führende Kritiker des Islam in der Church of England.
Nazir-Ali ist ein Befürworter der Frauenordination. Die Ordination von homosexuellen, nicht zölibatär lebenden Priestern und die Segnung gleichgeschlechtlicher Lebenspartnerschaften lehnte er jedoch durchweg ab. 2003 unterschrieb er einen offenen Brief als einer der Bischöfe der Church of England, die die Nominierung von Jeffrey John, einem offen homosexuellen Priester, der in einer festen Beziehung lebte, zum Weihbischof von Reading durch den Erzbischof von Canterbury, Rowan Williams, ablehnten.
Zu den Unterzeichnern gehörten auch die Bischöfe von Bradford, Carlisle, Chester, Chichester, Exeter, Liverpool, Southwell und Nottingham und Winchester.
2009 gab ein Interview Nazir-Alis im Sunday Telegraph Anlass zu scharfer öffentlicher Kritik. Nazir-Ali erklärte gegenüber der Zeitung, dass er weiterhin an den traditionellen Lehren der Bibel festhalte. Diese definiere die Ehe eindeutig als die Verbindung von Mann und Frau. Homosexuelle seien in der Kirche willkommen; sie sollten jedoch „ihre Sünden bereuen und umerzogen werden.“ Nazir-Ali wurde vorgeworfen, mit solchen Aussagen an niedere Instinkte wie Hass und Homophobie zu appellieren. Ein Sprecher der größten britischen Schwulen- und Lesben-Organisation Stonewall kritisierte Nazir-Ali ebenfalls und erklärte, Nazir-Ali fördere mit solchen Aussagen Ungleichheit und Intoleranz. Nazir-Alis Äußerungen wurden kurz vor der traditionellen London Gay Pride veröffentlicht, an der auch Sarah Brown, die Frau des britischen Premierministers Gordon Brown, teilnahm. Diese zeitliche Koinzidenz löste zusätzliche Kritik aus.
Im Februar 2008 wurde er vorübergehend unter Polizeischutz gestellt, nachdem er Morddrohungen erhalten hatte. Zuvor hatte Nazir-Ali vom Entstehen sogenannter No-go-Areas für Nicht-Muslime gesprochen. Nazir-Ali machte insbesondere die negativen Auswirkungen des Multikulturalismus für das Entstehen von ethnischer Zersplitterung und Extremismus verantwortlich. Dies habe aus seiner Sicht bereits jetzt dazu geführt, dass es in Großbritannien Gebiete gebe, in denen Angehörige einer anderen Religion sich nicht mehr sicher bewegen könnten, wenn die dort lebende Gemeinschaft von einer muslimischen Ideologie dominiert würde.
Im Mai 2008 äußerte sich Nazir-Ali dahingehend, dass der Verfall der Werte eine Lücke in der Gesellschaft verursacht hat, die der radikale Islam auszufüllen versuche. Durch das Fehlen von Respekt und den Verlust traditioneller Familienstrukturen würde Gewalt gefördert. Er sprach von einem Zusammenbruch des Christentums und sagte, die Verantwortlichen innerhalb der Kirche hätten vor dem revolutionären Gedankengut des Marxismus kapituliert.
Im April 2009 zog er in der Zeitung The Telegraph in einem persönlichen Rückblick auf seine Amtszeit als Bischof von Rochester ebenfalls eine insgesamt düstere Bilanz über den Zustand der heutigen westlichen Gesellschaften. Nazir-Ali kritisierte, das Gemeinwesen in Großbritannien vergesse mehr und mehr die christlichen Wurzeln und die christliche Tradition, auf denen es letztendlich begründet sei. Die Church of England forderte er auf, nicht nur der religiöse Teil einer Gesellschaft zu sein, sondern eine eigenständige aktive Rolle zu übernehmen. Das weltliche Gesetz gelte nur insofern, als es auch das Gesetz Gottes erlaube.
2003 rechtfertigte Nazir-Ali die Intervention der Vereinigten Staaten und Großbritanniens im Irak. Er erklärte, der Einsatz von Gewalt gegen das Regime von Saddam Hussein könne in dieser Situation durchaus gerechtfertigt sein. Er sei zwar wünschenswert, für Militäraktionen ein Mandat der Vereinten Nationen zu erhalten. Scheitere dies jedoch im Weltsicherheitsrat, könnten auch einzelne Staaten das Recht zum Einsatz von Gewalt haben. Man müsse erkennen, während man um Frieden in der Welt bete, dass das Regime im Irak notfalls auch gewaltsam entwaffnet werden müsse.
Ende 2009 befürwortete Nazir-Ali die durch US-Präsident Barack Obama geplante Aufstockung amerikanischer Truppen in Afghanistan. Nazir-Ali erklärte, Menschen dürften in einer globalisierten und hoch mobilen Welt eigene Interessen nicht nur an der „Türschwelle“ verteidigen.
Nazir-Ali gehörte 2009 zu den Unterstützern des Living Ghost Statement, einer Kampagne der Bewegung Church Action against Poverty zur Bekämpfung von Mittellosigkeit und Obdachlosigkeit bei Asylbewerbern.

## Veröffentlichungen
- 1983: Islam - A Christian Perspective
- 1987: Frontiers in Christian-Muslim Encounter
- 1989: Martyrs and Magistrates: Toleration and Trial in Islam
- 1990: From Everywhere to Everywhere
- 1995: Mission and Dialogue
- 1995: The Mystery of Faith
- 1998: Citizens and Exiles
- 2001: Shapes of the Church to Come
- 2002: Understanding My Muslim Neighbour
- 2006: Conviction and Conflict
- 2008: The Unique and Universal Christ